# أنعم (اسم)
أَنْعَم هو اسم علم مذكر من أصل عربي، وجاء الاسم على صيغة اسم التفضيل، ومعناه هو  الأكثر تنعمًا ورفاهية.

## شخصيات تحمل الاسم
أنعم ناصر
أنعم نجم